# Ernesto Botto
Ernesto Botto (Torino, 8 novembre 1907 – Torino, 9 dicembre 1984) è stato un militare e aviatore italiano, asso dell'aviazione con cinque vittorie aeree ottenute nella guerra civile spagnola e nella seconda guerra mondiale. Raggiunse il grado di colonnello e fu sottosegretario di Stato e capo di stato maggiore dell'aeronautica della Repubblica Sociale Italiana.

## Biografia

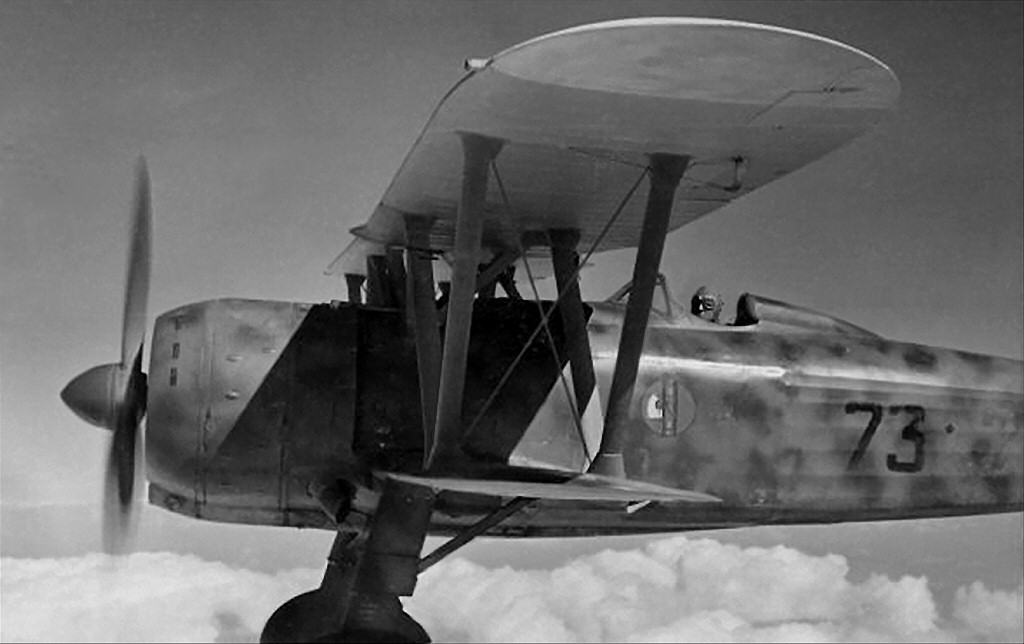
Il Fiat C.R.42 appartenente alla 73ª Squadriglia, inquadrata nel 4º Stormo, pilotato da Ernesto Botto, soprannominato "Gamba di Ferro"; Africa settentrionale 1940.

Nacque a Torino l'8 novembre 1907, Ernesto Botto si arruolò come allievo ufficiale della Regia Aeronautica nel 1929, frequentando il corso "Grifo" dell'Accademia Aeronautica allora con sede a Caserta, conseguendo nel 1932 il brevetto di pilota d'aeroplano e venendo nominato l'anno successivo sottotenente del Ruolo naviganti. Lo stesso anno venne promosso tenente istruttore alla scuola caccia di Castiglione del Lago. Nel 1936 venne assegnato al 57º Gruppo del 1º Stormo Caccia Terrestre e promosso capitano.
Nel 1937, assegnato al 4º Stormo Caccia Terrestre, comandò la 32ª Squadriglia caccia nella guerra civile spagnola. Il 12 ottobre 1937 la sua squadriglia decollò insieme alla 31ª Squadriglia caccia del capitano Luigi Borgogno e durante uno scontro a Fuentes de Ebro venne colpito da un proiettile alla gamba destra che fu fracassata. Riuscì comunque a rientrare alla base e venne ricoverato lungamente all'ospedale di Saragozza, dove fu però necessario amputargli parte della gamba destra, sostituita poi con un arto artificiale.
Recatosi in visita con le stampelle al suo reparto, rimase commosso dal notare che tutti gli aerei erano stati decorati con il simbolo di una "gamba di ferro" in suo onore e da allora questo fu il suo soprannome. Al rientro in Patria, venne acclamato e festeggiato e decorato con solenne cerimonia all'Altare della Patria con la medaglia d'oro al valor militare. La 32ª Squadriglia venne ufficialmente battezzata "gamba di ferro". Per un lungo periodo non fu richiamato in servizio, poiché le sue condizioni erano valutate inadatte al pilotaggio, ma nel 1938, dopo essersi addestrato a pilotare nonostante le sue condizioni, venne richiamato come comandante della 73ª Squadriglia caccia del 4º Stormo all'Aeroporto di Gorizia.
Nel 1939 venne promosso maggiore, poi nel 1940 in Libia, a capo del 9º Gruppo del 4º Stormo caccia, subì una grave ferita alla testa in un incidente stradale che lo rese definitivamente inadatto al volo. Nel 1941 venne promosso tenente colonnello e nel 1943 comandante della Scuola caccia di Udine, poi a Gorizia. Gli vengono generalmente attribuite cinque vittorie durante la guerra civile spagnola e tre durante la seconda guerra mondiale, che lo rendono quindi un asso dell'aviazione.

## Dal settembre 1943 al gennaio 1944 con la Repubblica Sociale
Botto venne sorpreso dalla notizia dell'armistizio dell'8 settembre proprio a Gorizia. Recatosi a Roma, discusse assieme al generale di brigata aerea Arrigo Tessari (comandante del 53º Stormo), al colonnello Tito Falconi (alla guida del 3º Stormo) e a vari altri ufficiali come il colonnello Angelo Tondi, pilota personale di Mussolini, dell'opportunità di costituire una "legione straniera aerea" al fianco della Luftwaffe che, sebbene la diffidenza maturata da alcuni ufficiali verso i tedeschi che avevano già internato migliaia di militari italiani, fosse da loro vista come l'unico alleato per combattere le aviazioni Alleate che stavano bombardando il suolo dell'Italia.
Botto stava per essere deportato in Germania essendosi rifiutato di collaborare con i tedeschi, quando il 24 settembre venne designato da Benito Mussolini (liberato dai tedeschi il 12 settembre) quale sottosegretario di Stato dell'Aeronautica Repubblicana, con il compito di ricostituire al più presto una forza aerea efficiente. Il suo nome fu fatto dal generale Rodolfo Graziani, ministro della Difesa nazionale, che lo volle malgrado i soli 36 anni e il grado di tenente colonnello a capo della forza aerea, dove peraltro erano in forza generali e ufficiali più anziani di lui, sia per la considerazione di cui godeva nell'ambiente aviatorio, sia per la decorazione al valor militare. Botto, che aveva appreso della sua nomina dalla radio, designò quale capo di stato maggiore dell'aeronautica Giuseppe Baylon. I bandi radiofonici di Botto furono di fondamentale importanza per richiamare sotto le bandiere della Repubblica Sociale Italiana molti aviatori, disorientati dal caos seguito all'8 settembre.
Il 14 ottobre pubblicò un bando in cui dava tempo a tutto il personale dell'aeronautica dal 18 al 28 ottobre per presentarsi nei centri di raccolta per ritornare in servizio. L'idea di un'aviazione italiana indipendente nel territorio occupato dalla Wehrmacht venne fortemente contrastata dal Generalfeldmarschall tedesco Wolfram von Richthofen, comandante della Luftflotte 2 impegnata nel teatro italiano, tanto da chiedere l'annullamento del bando di Botto, anche perché due giorni prima aveva già dato disposizioni di cominciare a reclutare il personale per dar vita ad una "Legione straniera italiana" inserita nell'organico della Luftwaffe.
Botto fu irremovibile e continuò a dare fiducia alla sua Aeronautica Repubblicana, sorta ufficialmente il 27 ottobre. Tre giorni prima Botto, forte del sostegno di Mussolini e Graziani, aveva ottenuto direttamente dal comandante della Luftwaffe, il Reichsmarschall Hermann Göring, incontrato a Berlino, la cessazione dell'arruolamento di soldati italiani nella Luftwaffe e la restituzione di gran parte dei velivoli e dei materiali requisiti dopo l'8 settembre, con i quali l'aeronautica di Salò poté effettivamente diventare una forza operativa. L'impegno di Botto portò l'aeronautica dell'RSI a disporre nel 1944 di circa 35.000 uomini, 73.000 considerando i soldati distaccati presso i comandi tedeschi.

Ernesto Botto ripreso all'epoca della guerra civile spagnola

I dissapori con alcuni esponenti della gerarchia fascista, primo fra tutti il potente gerarca cremonese Roberto Farinacci che più volte lo attaccò sul suo giornale Il Regime Fascista e il suo atteggiamento ostile nei confronti dei tedeschi, che ne sottolineavano la dubbia fede fascista, crearono una tensione che portò Botto a chiedere, nel gennaio del 1944, di essere esonerato dall'incarico. Tra le cause della rottura, la richiesta di Farinacci di far giurare a tutti i militari fedeltà al fascismo e la sostituzione del saluto militare con il saluto romano, richieste alle quali Botto si oppose ed effettivamente per un certo tempo distinse gli aviatori dagli altri soldati.
Mussolini accettò le dimissioni, che per varie ragioni diventarono effettive solo all'inizio del marzo 1944, quando Botto venne sostituito dal generale Arrigo Tessari più gradito agli alleati tedeschi. La notizia creò malcontento in molti degli aviatori che avevano deciso di arruolarsi nella aviazione della Repubblica di Salò principalmente per rispondere all'appello di un combattente che stimavano anche per le sue vicissitudini personali e per l'aver rifiutato di sottrarsi al servizio, pur con una grave menomazione. Si ritirò a Torino, dove grazie al suo stato di servizio, non subì critiche neanche dalle forze partigiane che, anzi, ne protessero l'incolumità durante la guerra civile, malgrado avesse ricoperto incarichi di vertice nella Repubblica Sociale.
Replicò alla richiesta della commissione di epurazione che indagò su tutti i funzionari statali italiani nel dopoguerra, allontanando quelli più compromessi con il regime e richiedendo agli altri di compilare appositi questionari, di non ritenere necessario rispondere, poiché tutto quanto lo riguardava era verificabile nel suo libretto militare, la documentazione ufficiale che segue ogni militare e riporta tutti i dati raccolti durante la carriera. Aderì al Movimento Sociale Italiano e nel 1951 venne eletto consigliere comunale di Torino, ma venne costretto alle dimissioni. Morì a Torino il 9 dicembre 1984. Il portale web dell'Aeronautica Militare ha proposto una pagina, intitolata "I grandi aviatori", dove vengono citate le maggiori personalità storiche dell'aviazione italiana, ponendo Botto tra di esse.